# São João da Corveira
São João da Corveira es una freguesia portuguesa del concelho de Valpaços, con 14,30 km² de superficie y 721 habitantes (2001). Su densidad de población es de 50,4 hab/km².